# Saint-Michel-de-Montjoie
Saint-Michel-de-Montjoie es una comuna francesa situada en el departamento de la La Mancha, en la región de Normandía.

## Demografía
| 788 | 756 | 642 | 504 | 462 | 371 | 338 |
| Para los censos de 1962 a 1999 la población legal corresponde a la población sin duplicidades (Fuente: INSEE [Consultar]) |     |     |     |     |     |     |